# Richard M. Daley
Richard Michael Daley (* 24. května 1942) je americký politik a bývalý starosta Chicaga.
Poprvé byl zvolen v roce 1989 a znovu zvolen v letech 1991,1995, 1999, 2003 a 2007. Výhrou voleb v roce 2007, se zapsal do historie jako nejdéle sloužící starosta Chicaga v jeho historii. Překonal tak rekord svého otce Richard J. Daleyho, který byl starostou Chicaga od 20. května 1955 do své smrti 20. prosince 1976. Daley byl měl ve funkci setrvat do 25. prosince 2010.
V roce 2005, byl vybrán časopisem Time, jako nejlepší starosta ze starostů hodnocených velkých amerických měst. Kromě Chicaga se do žebříčku dostali i starostové měst Atlanta, Denver, Baltimore, San Francisco, San Diego a Filadelfie. Za dobu jeho starostování se například zmodernizovala veřejná doprava v Chicagu a byl rovněž postaven i Millenium Park. I tyto zásluhy mu přinesly právě toto vítězství. Jeho popularita se od poloviny 90. let udržuje na hranici 70% a je vnímán jako klíčová postava možné kandidatury Chicaga jako pořádající město letních Olympijských her v roce 2016.